# Кейлеб Стронг
Кейлеб Стронг (англ. Caleb Strong; (9 січня 1745 — 7 листопада 1819) — американський діяч часів Війни за незалежність.

## Біографія
Народився у Массачусетсі. Закінчив Гарвардський університет з відзнакою. У 22 роки захворів на віспу, яка ушкодила йому зір.
Став правником, обіймав різні посади в органах місцевого самоврядування та уряду штату Массачусетс. Відмовився брати участь у Континентальному конгресі. На Філадельфійському конвенті був присутній до серпня, а потім залишив його через хворобу в родині. Не підписав Конституцію.
Обраний до Сенату 1789 року, але в 1795 році пішов у відставку і повернувся до адвокатування. Був губернатором Массачусетсу в 1800–1807 і 1812–1816 роках.